# 灤州戰鬥
灤州戰鬥發生於1924年10月27日－29日，地點則是在中國冀東。是北洋政府時期內戰之一，交戰兩方為直軍及服膺奉軍的山東軍隊。